# Allium drepanophyllum
Allium drepanophyllum — вид рослин з родини амарилісових (Amaryllidaceae); поширений в Таджикистані й Узбекистані.

## Опис
Це незвичайний, кореневищний вид з кількома маленькими цибулинами, що ущільнені на короткому кореневищі. Листки короткі серпоподібні. Квіткові стебла завдовжки 40 см. Зонтик нещільний. Квітки пурпурові, кожна на короткій, гнучкій квітконіжці.

## Поширення
Поширений в Таджикистані й Узбекистані.